# Pteriá
Pteriá (Pteria) är en ort i Grekland.   Den ligger i prefekturen Nomós Kastoriás och regionen Västra Makedonien, i den norra delen av landet, 400 km nordväst om huvudstaden Aten. Pteriá ligger 835 meter över havet och antalet invånare är 109.
Terrängen runt Pteriá är kuperad västerut, men österut är den platt. Runt Pteriá är det ganska tätbefolkat, med 60 invånare per kvadratkilometer. Närmaste större samhälle är Kastoria, 17,7 km öster om Pteriá. Trakten runt Pteriá består till största delen av jordbruksmark.